# Iperromanzo
In letteratura con il termine iper-romanzo (composto dal prefisso iper - superamento di un limite stabilito, quantità superiore al normale - e da romanzo - testo di narrativa in prosa di ampie dimensioni) si intende riferirsi ad un "romanzo con caratteristiche superiori alla norma, oltre i normali romanzi".

## Significato
Il termine "iper-romanzo" è stato utilizzato per la prima volta in italiano da Italo Calvino all'interno del ciclo di conferenze che avrebbe dovuto tenere presso l'Università di Harvard nel 1985, poi pubblicate postume nelle Lezioni americane - Sei proposte per il prossimo millennio.
Il significato che Calvino dava al termine iper-romanzo era di:
- luogo "d'infiniti universi contemporanei in cui tutte le possibilità vengono realizzate in tutte le combinazioni possibili";
- dove può valere "un'idea di tempo puntuale, quasi un assoluto presente soggettivo";
- dove le sue parti "sviluppano nei modi più diversi un nucleo comune, e che agiscono su una cornice che li determina e ne è determinata";
- che funziona come "macchina per moltiplicare le narrazioni";
- "costruito da molte storie che si intersecano".

All'interno delle proprie conferenze, quali esempi di romanzi o racconti che realizzano queste idee, Calvino cita: il racconto di Borges Il giardino dei sentieri che si biforcano, i propri Se una notte d'inverno un viaggiatore, Il castello dei destini incrociati e La vita, istruzioni per l'uso di Georges Perec.